# Campeonato Paraibano 2015
In 2015 werd het 105de Campeonato Paraibano gespeeld voor voetbalclubs uit de Braziliaanse staat Paraíba. De competitie werd georganiseerd door de Federação Paraibana de Futebol en werd gespeeld van 18 januari tot 13 juni. Campinense werd kampioen.

## Eerste fase
| Plaats | Club         | Wed. | W  | G | V  | Saldo | Ptn. |
| ------ | ------------ | ---- | -- | - | -- | ----- | ---- |
| 1.     | Botafogo     | 18   | 13 | 2 | 3  | 37:18 | 41   |
| 2.     | Campinense   | 18   | 12 | 4 | 2  | 38:15 | 40   |
| 3.     | Treze        | 18   | 9  | 6 | 3  | 27:16 | 33   |
| 4.     | Auto Esporte | 18   | 8  | 5 | 5  | 23:17 | 29   |
| 5.     | CSP          | 18   | 7  | 4 | 7  | 21:21 | 25   |
| 6.     | Sousa        | 18   | 7  | 4 | 7  | 22:26 | 25   |
| 7.     | Atlético     | 18   | 4  | 7 | 7  | 28:33 | 19   |
| 8.     | Santa Cruz   | 18   | 3  | 7 | 8  | 20:31 | 16   |
| 9.     | Lucena       | 18   | 3  | 5 | 10 | 21:32 | 14   |
| 10.    | Miramar      | 18   | 1  | 2 | 15 | 12:40 | 5    |

|  | Gekwalificeerd voor tweede fase |
|  | Degradatie naar Série B         |

## Tweede fase
| Plaats | Club         | Wed. | W | G | V | Saldo | Ptn. |
| ------ | ------------ | ---- | - | - | - | ----- | ---- |
| 1.     | Campinense   | 6    | 4 | 1 | 1 | 11:4  | 13   |
| 2.     | Botafogo     | 6    | 2 | 3 | 1 | 9:8   | 9    |
| 3.     | Treze        | 6    | 1 | 3 | 2 | 7:9   | 6    |
| 4.     | Auto Esporte | 6    | 0 | 3 | 3 | 6:12  | 3    |

|  | Kampioen |

### Kampioen
| Campeonato Paraibano de 2015    |
| Paraiba                         |
| ------------------------------- |
| CAMPINENSE Kampioen (20° titel) |